# Juan Francisco Bulnes
Juan Francisco Bulnes är en kommun i Honduras.   Den ligger i departementet Departamento de Gracias a Dios, i den nordöstra delen av landet, 300 km nordost om huvudstaden Tegucigalpa. Antalet invånare är 5 340. Arean är 735 kvadratkilometer.
Terrängen i Juan Francisco Bulnes är platt österut, men åt sydväst är den kuperad.